# Interprétations mythologiques de la Voie lactée

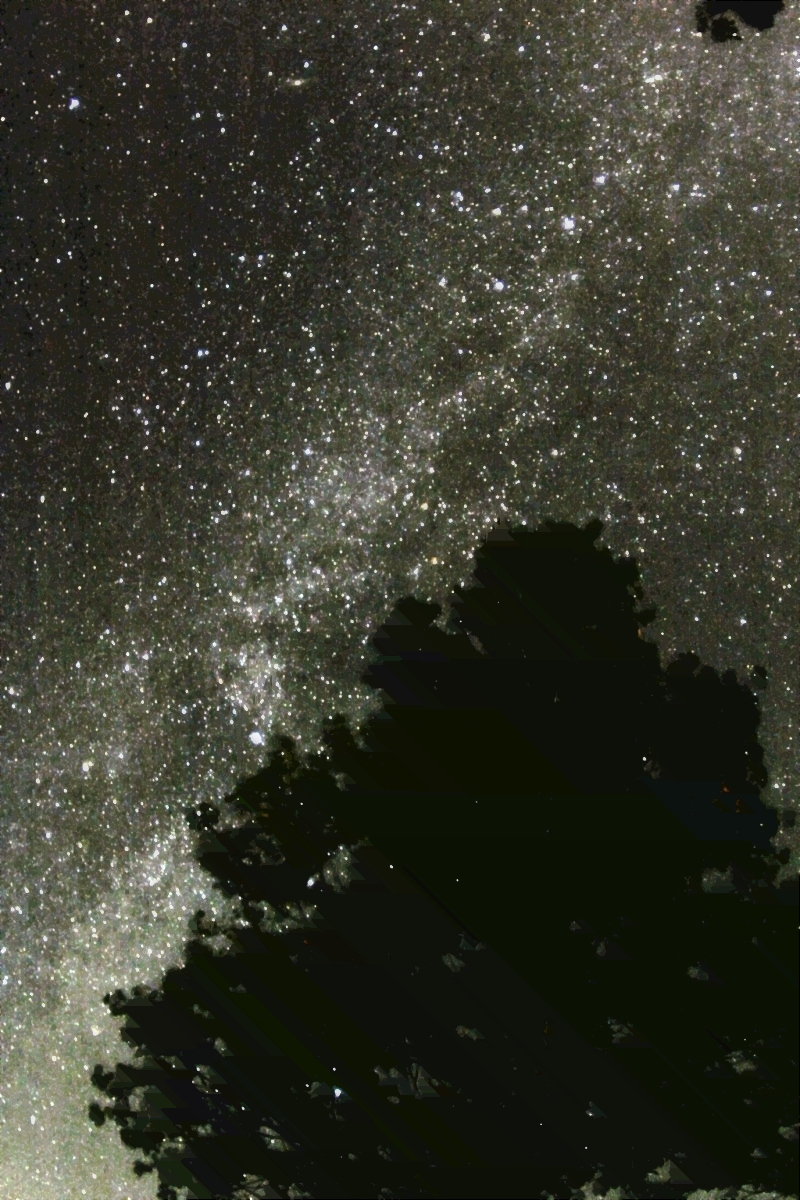
Voie lactée

Il existe plusieurs interprétations mythologiques de la Voie lactée, telle qu'observée à l'œil nu. Dans ces mythologies, la galaxie est presque toujours considérée comme une rivière ou un chemin :  « Rivière de lumière » des Hébreux, « Rivière céleste » des Chinois, « Lit du Gange » dans la tradition sanscrite.

## Mythologie grecque

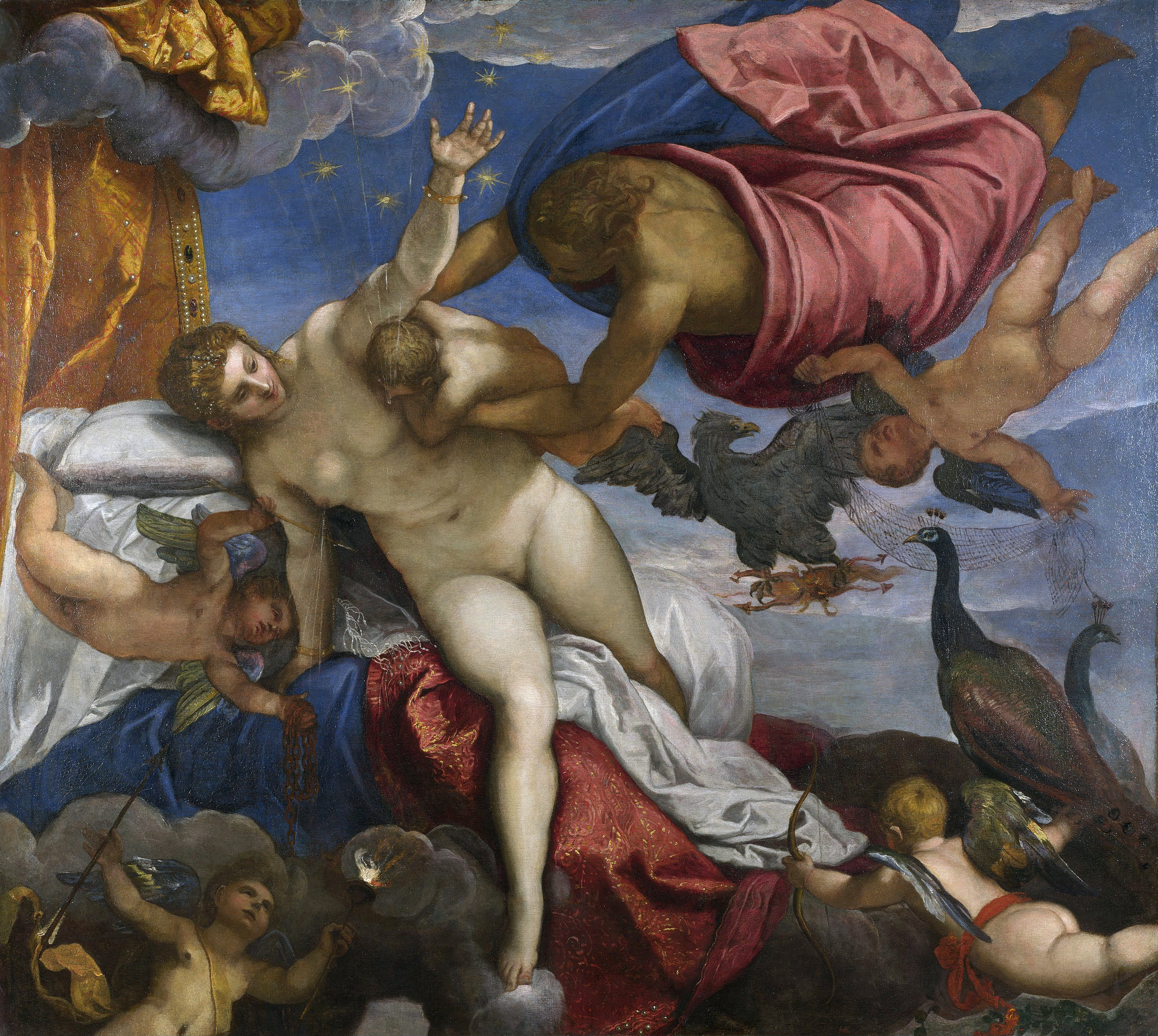
Le Tintoret - L'Origine de la Voie lactée (157

Il existe trois légendes de la mythologie grecque qui expliquent l'origine de la Voie lactée :
- La première fait appel au demi-dieu Héraclès. Un jour, alors qu'il était enfant, il fut placé sur le sein d'Héra endormie. Malheureusement, Héraclès ne domptant pas encore sa force, voulut se nourrir au sein de la déesse, mais il tira si fort que le lait gicla et se répandit en une grande traînée laiteuse dans le ciel : la Voie lactée. Pour en revenir à Héraclès, on sait qu'il tua, lors de ses fameux douze travaux, le dragon Ladon qui gardait les pommes d'or du jardin des Hespérides (propriété d'Héra). La déesse, en mémoire du gardien, le plaça dans le ciel sous la forme de la constellation du dragon.

- La seconde légende fait référence à la trace laissée par un incendie qui subsiste dans le Ciel et qui constitue la Voie lactée. Cet incendie fut provoqué par Phaéton qui, un jour, emprunta le chariot de feu de son père Hélios afin de prouver à tous ses origines divines. Mais, pendant sa démonstration, il mit le feu sur la Terre ainsi qu'à la voûte céleste. Zeus, très fâché, le précipita dans l'Éridan après l'avoir foudroyé. Mais Cycnos, demi-frère de Phaéton, supplia Zeus de lui pardonner et de le sauver. Alors Zeus plaça Cycnos dans la Voie lactée comme symbole de l'amitié fidèle. On peut encore le voir sous la forme de la constellation du Cygne dans les vestiges de l'incendie provoqué par son ami Phaéton. (On dit aussi que cette constellation provenait d'un autre Cycnos, fils de Poséidon, héros troyen tué par Achille et transformé en un cygne blanc par son père puis placé dans le Ciel.)

- La troisième version fait référence à l’accident que la chèvre Amalthée a provoqué. En effet en voulant apporter son lait à Zeus, Amalthée donna un coup de sabot dans le récipient contenant son lait, et ce lait se répandit dans le ciel, ainsi créant la Voie lactée.

## Mythologies asiatiques
Dans la symbolique du monde chinois, la Voie lactée, appelée Tianhe est un fleuve céleste. De nombreux astérismes de l'astronomie chinoise y font référence, tels Tianjin, un gué, Tengshe, un serpent aquatique, Tianchuan, un bateau naviguant sur le fleuve. En vietnamien, la Voie lactée a pour nom dải Ngân Hà (Rivière d'Argent). L'étoile Vega (α Lyrae) prénommée sao Chức Nữ tissait de belles ouvrages tandis que Ngưu Lang (Altair) surveillait les troupeaux de buffles de Ngọc Hoàng. Celui-ci eut l'idée de marier les deux divinités dans le but de rassembler la jeunesse. Mais le couple céleste trop épris dans leur bonheur ont négligé leur devoir et ainsi provoqué le courroux du Ciel. Les deux amants sont finalement séparés et ne peuvent se revoir qu'une fois par an en été. Au moment des adieux, leurs larmes abondantes se transforment en pluies (mưa ngâu) sur la terre ...
Selon un récit très ancien, les étoiles α Aquilae (Altaïr) et α Lyrae (Vega) sont parfois représentées comme amants, pour lesquels la rencontre n'est permise qu'une fois dans l'année le septième jour du septième mois. Ce jour s'appelle Qi Qiao Jie (ou Qi Xi) en chinois, Tanabata en japonais et Chilseok en coréen.
Pour les Tatars, le toit de leur yourte a une couture symbolisant la voie lactée et des trous qui laissent passer la lumière symbolisant les étoiles.

## Mythologies d'Océanie
Dans la symbolique de Tahiti, la Voie lactée est assimilée à un bras de mer dans lequel nagent des poissons (les étoiles).
Pour les Maoris, elle désigne le waka. L'avant et l'arrière du canoë sont Orion et Scorpion, tandis que la Croix du Sud représente l'ancre, les « pointeurs du ciel » Alpha Centauri et Beta Centauri la corde d'amarrage.
Les Aborigènes d'Australie voient en elle une rivière qu'ils nomment Wodliparri (wodli = cabane, parri = rivière), les habitations s'étalant le long de la rivière.

## Mythologies amérindiennes
Les Indiens d'Amérique du Nord voient en elle le « chemin des morts », les étoiles étant les feux de camp allumés lors de leur voyage.

## Mythologie finnoise
Les Estoniens et les peuples apparentés l'appellent « le chemin des oiseaux ». Ils avaient en effet observé que les oiseaux migrateurs se servaient de ce chemin comme d'une voie de migration. Selon eux, l'apparition du cygne céleste (la constellation du Cygne) annonçait le retour des cygnes terrestres. La Voie lactée servait à délimiter les saisons.